# Aeropuerto Internacional de Niue
El Aeropuerto Internacional de Niue (IATA: IUE, OACI: NIUE), también conocido como Aeropuerto Internacional de Hanan, es un aeropuerto ubicado en Alofi, Niue, una isla-nación perteneciente a , localizada en el sur del océano Pacífico.
La única compañía que opera en este aeropuerto es Air New Zealand.

## Aerolíneas y destinos
| Aerolíneas      | Destinos |
| --------------- | -------- |
| Air New Zealand | Auckland |